# 抗联一、二军会师地
抗联一、二军会师地，位于中国吉林省靖宇县那尔轰乡，为一个省级文物保护单位，类型为近现代史迹及代表性建筑，公布时间为1981年4月20日。该文物保护单位由靖宇县文管所管理。
抗联一、二军会师地的历史年代为1935年。